# دیوید مک‌کینلی
دیوید مک‌کینلی (به انگلیسی: David Bennett McKinley) نمایندهٔ حوزه انتخابیه اول ویرجینیای غربی از حزب جمهوری‌خواه ایالات متحده آمریکا در مجلس نمایندگان ایالات متحده آمریکا است که برای نخستین‌بار در ۴۸ ژانویه ۲۰۱۱ میلادی به‌عضویت این مجلس درآمد.